# 奧庫馬雷德拉科斯塔德奧羅市

奧庫馬雷德拉科斯塔德奧羅市（西班牙語：Municipio Ocumare de la Costa de Oro），是委內瑞拉的一個市，位於該國北部阿拉瓜州，首府設於奧庫馬雷德拉科斯塔，面積340平方公里，2007年人口9,605，人口密度為每平方公里28人。